# In-folio

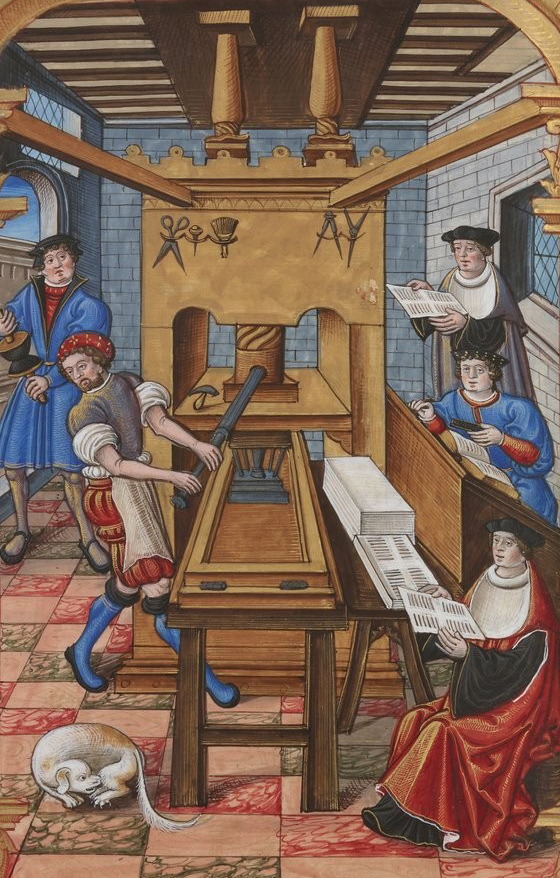
Imprenta europea del. Impresión de pliegos para encuadernar in-cuarto, en la Europa del.

El término in-folio o infolio (del latín in folio, "en hoja") o, abreviado como in-2.º, es un tecnicismo utilizado en encuadernación que indica el tamaño de un libro, según el cual la hoja impresa, llamada pliego, se ha doblado sólo una vez sobre el lado menor, por lo que da lugar a dos folios que equivalen a cuatro páginas.
Cuando la hoja se dobla dos veces, generando cuatro folios, se habla de in-cuarto o in-4.º.
Si la hoja se dobla tres veces, generando ocho folios, en 8, in-octavo o in-8.º; 
Si se generan 16, in-decimosexto o In-dieciseisavo; si se generan 32, in-32.º y si se generan 64, in-64.º.

## Historia
El in-folio será más o menos grande dependiendo de la hoja de papel. Sobre todo durante el período de impresión manual, las hojas de papel se fabricaban en muy diversos tamaños que dependían del país, el taller o la fecha. Así, el tamaño de la altura de la página puede variar entre 30,49 y 38,1 cm.
En los siglos XVII y XVIII, los in-folios eran generalmente libros de referencia, voluminosos (podían pesar alrededor de 10 kg por tomo) y con un formato de papel cercano al estándar A3. Por su alto coste de producción, la tirada estaba generalmente limitada a un número reducido de ejemplares. La filigrana solía emplazarse en el centro del folio.